# Liliputbahn

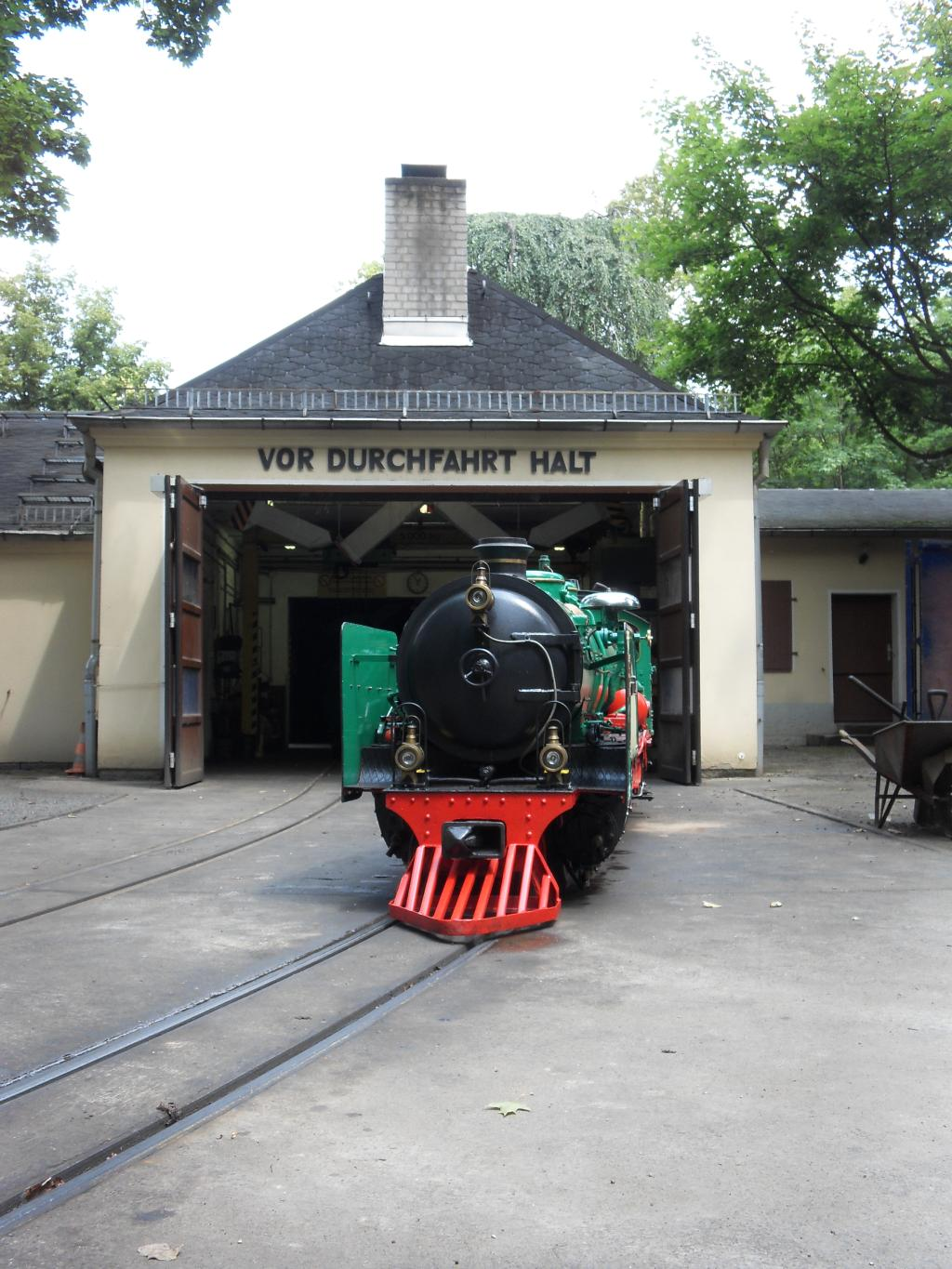
Liliputlok der Dresdner Parkeisenbahn vom Typ Martens’sche Einheitsliliputlok

Als Liliputbahn werden Eisenbahnen mit einer Spurweite von typischerweise 381 mm (15 britische Zoll) bezeichnet.

## Liliputbahnen
- Deutschland:
  - Dresdner Parkeisenbahn im Großen Garten, Dresden[1]
  - Killesbergbahn im Höhenpark Killesberg, Stuttgart[2]
  - Leipziger Parkeisenbahn um den Auensee, Leipzig[3]

Diese haben meist noch die Ursprungsausstattung mit Dampflokomotiven vom Typ der Martens’sche Einheitsliliputlok von der Lokomotivfabrik Krauss & Comp. (ab 1931: Krauss-Maffei) aus München und Wagen dieses Herstellers, bzw. ab 1928 vom Waggonbau Görlitz, aus der Zeit von 1925 bis 1950.
- Österreich:
  - Donauparkbahn im Donaupark, Wien – zwar mit 381 mm Spurweite, aber keine Liliputbahn im eigentlichen Sinne, da die Triebfahrzeuge keine maßstäblich verkleinerten Vorbilder erkennen lassen[4]
  - Liliputbahn Prater im Wiener Prater, Wien[4]
- Frankreich:
  - Miniature Railway der Exposition internationale du Nord de la France, Roubaix – stillgelegt
- Großbritannien:
  - Blakesley Miniature Railway, West Northamptonshire – stillgelegt
  - Bure Valley Railway, Norfolk[5]
  - Cleethorpes Coast Light Railway, North East Lincolnshire, Cleethorpes[6]
  - Fairbourne Railway, Wales – mit 311 mm (12,2441 britische Zoll) Spurweite[7]
  - Ravenglass and Eskdale Railway, North West England, Cumbria[8]
  - Romney, Hythe and Dymchurch Railway, Südengland[9]
- Indien:
  - National Bal Bhavan, Neu-Delhi
- Japan:
  - Shuzenji Romney Railway, Izu (Shizuoka)
- Neuseeland:
  - Driving Creek Railway, Coromandel – zwar mit 381 mm Spurweite, aber keine Liliputbahn im eigentlichen Sinne, da die Triebfahrzeuge keine maßstäblich verkleinerten Vorbilder erkennen lassen
- Schweiz:
  - Steiner Liliputbahn, Stein am Rhein – mit 368,3 mm (14,5 britische Zoll) Spurweite[10]
- Vereinigte Staaten:
  - Parkeisenbahn im Monarch Park, Pennsylvania, Oil City – stillgelegt
  - Parkeisenbahn am Silver Lake, Ohio – stillgelegt
  - Redwood Valley Railway, Kalifornien, Berkeley